# Lekkoatletyka na Letnich Igrzyskach Olimpijskich 1952 – bieg na 5000 m mężczyzn
Bieg na 5000 metrów mężczyzn podczas XV Letnich Igrzysk Olimpijskich w Helsinkach rozegrano 22 (eliminacje) i 24 lipca 1952 (finał) na Stadionie Olimpijskim w Helsinkach. Zwycięzcą został reprezentant Czechosłowacji Emil Zátopek, który na tych igrzyskach zwyciężył również w biegu na 10 000 metrów i w biegu maratońskim. W finale ustanowił rekord olimpijski uzyskując czas 14:06,6.

## Rekordy

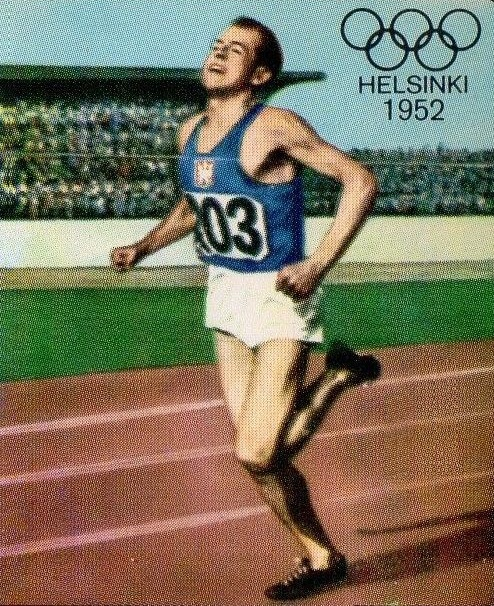
Emil Zátopek

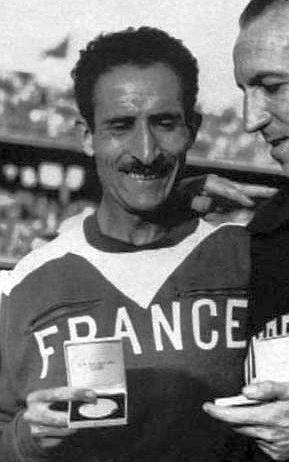
Alain Mimoun

|                   | Zawodnik     | Narodowość | Czas    | Data                  | Miejsce  |
| ----------------- | ------------ | ---------- | ------- | --------------------- | -------- |
| Rekord świata     | Gunder Hägg  | Szwecja    | 13:58,2 | 20 września 1942(dts) | Göteborg |
| Rekord olimpijski | Gaston Reiff | Belgia     | 14:17,6 | 2 sierpnia 1948(dts)  | Londyn   |

## Wyniki
| Poz. - pozycja |
| – rekord świata \| – rekord krajowy \| – rekord życiowy \| = – wyrównany rekord życiowy \| · – najlepszy wynik w sezonie \| = – wyrównany najlepszy wynik w sezonie \| – rekord olimpijski |
| Fn – falstart \| DNF – nie ukończył \| DNS – nie wystartował \| DSQ – zdyskwalifikowany |

### Eliminacje
Rozegrano trzy biegi eliminacyjne. Do finału awansowało po pięciu najlepszych zawodników z każdego biegu (Q).

#### Bieg 1
| Poz. | Zawodnik          | Narodowość        | Rezultat | Uwagi |
| ---- | ----------------- | ----------------- | -------- | ----- |
| 1    | Alain Mimoun      | Francja           | 14:19,0  | Q     |
| 2    | Ilmari Taipale    | Finlandia         | 14:22,8  | Q     |
| 3    | Gaston Reiff      | Belgia            | 14:23,8  | Q     |
| 4    | Åke Andersson     | Szwecja           | 14:25,0  | Q     |
| 5    | Gordon Pirie      | Wielka Brytania   | 14:26,2  | Q     |
| 6    | Nikifor Popow     | ZSRR              | 14:28,5  |       |
| 7    | Charlie Capozzoli | Stany Zjednoczone | 14:39,0  |       |
| 8    | August Sutter     | Szwajcaria        | 14:45,2  |       |
| 9    | Øistein Saksvik   | Norwegia          | 14:55,4  |       |
| 10   | John Landy        | Australia         | 14:56,4  |       |
| 11   | Helmuth Perz      | Austria           | 14:57,2  |       |
| 12   | Osamu Inoue       | Japonia           | 14:59,0  |       |
| 13   | Stevan Pavlović   | Jugosławia        | 14:59,2  |       |
| 14   | József Kovács     | Węgry             | 17:09,2  |       |
| –    | Jan Szwargot      | Polska            | DNS      |       |
| –    | Milan Švajgr      | Czechosłowacja    | DNS      |       |
| –    | Raúl Inostroza    | Chile             | DNS      |       |

#### Bieg 2
| Poz. | Zawodnik              | Narodowość        | Rezultat | Uwagi |
| ---- | --------------------- | ----------------- | -------- | ----- |
| 1    | Herbert Schade        | Niemcy            | 14:15,4  | Q,    |
| 2    | Alan Parker           | Wielka Brytania   | 14:18,2  | Q     |
| 3    | Ernő Béres            | Węgry             | 14:19,6  | Q,    |
| 4    | Lucien Theys          | Belgia            | 14:22,2  | Q     |
| 5    | Eero Tuomaala         | Finlandia         | 14:26,8  | Q     |
| 6    | Iwan Siemionow        | ZSRR              | 14:28,8  |       |
| 7    | Alojzy Graj           | Polska            | 14:30,0  |       |
| 8    | Osman Coşgül          | Turcja            | 14:36,2  |       |
| 9    | Bertil Karlsson       | Szwecja           | 14:45,8  |       |
| 10   | Pierre Page           | Szwajcaria        | 14:57,0  |       |
| 11   | Ali Baghbanbashi      | Iran              | 15:03,0  |       |
| 12   | Ben Ahmed Abdelkrim   | Francja           | 15:10,2  |       |
| 13   | Wes Santee            | Stany Zjednoczone | 15:10,4  |       |
| 14   | Zdravko Ceraj         | Jugosławia        | 15:17,8  |       |
| –    | Rich Ferguson         | Kanada            | DNF      |       |
| –    | José Coll             | Hiszpania         | DNS      |       |
| –    | Wasilis Mawrapostolos | Grecja            | DNS      |       |
| –    | Wim Slijkhuis         | Holandia          | DNS      |       |

#### Bieg 3
| Poz. | Zawodnik             | Narodowość        | Rezultat | Uwagi |
| ---- | -------------------- | ----------------- | -------- | ----- |
| 1    | Aleksandr Anufrijew  | ZSRR              | 14:23,6  | Q     |
| 2    | Bertil Albertsson    | Szwecja           | 14:26,0  | Q     |
| 3    | Emil Zátopek         | Czechosłowacja    | 14:26,0  | Q     |
| 4    | Les Perry            | Australia         | 14:27,0  | Q     |
| 5    | Christopher Chataway | Wielka Brytania   | 14:27,8  | Q     |
| 6    | Ib Planck            | Dania             | 14:31,6  | [ 4 ] |
| 7    | Martin Stokken       | Norwegia          | 14:39,0  |       |
| 8    | Curt Stone           | Stany Zjednoczone | 14:42,8  |       |
| 9    | Jean Schlegel        | Francja           | 14:45,6  |       |
| 10   | Kurt Rötzer          | Austria           | 14:49,4  |       |
| 11   | Väinö Koskela        | Finlandia         | 14:50,8  |       |
| 12   | Velimir Ilić         | Jugosławia        | 14:51,6  |       |
| 13   | Paul Frieden         | Luksemburg        | 15:23,2  |       |
| 14   | Kristján Jóhannsson  | Islandia          | 15:23,2  |       |
| 15   | Alphonse Vandenrydt  | Belgia            | 15:51,2  |       |
| –    | George Hoskins       | Nowa Zelandia     | DNF      |       |
| –    | Antonio Amorós       | Hiszpania         | DNS      |       |

### Finał
| Poz. | Zawodnik             | Narodowość      | Rezultat | Uwagi |
| ---- | -------------------- | --------------- | -------- | ----- |
| 1    | Emil Zátopek         | Czechosłowacja  | 14:06,6  | [ 1 ] |
| 2    | Alain Mimoun         | Francja         | 14:07,4  | [ 4 ] |
| 3    | Herbert Schade       | Niemcy          | 14:08,6  |       |
| 4    | Gordon Pirie         | Wielka Brytania | 14:18,0  |       |
| 5    | Christopher Chataway | Wielka Brytania | 14:18,0  |       |
| 6    | Les Perry            | Australia       | 14:23,6  | [ 5 ] |
| 7    | Ernő Béres           | Węgry           | 14:24,8  |       |
| 8    | Åke Andersson        | Szwecja         | 14:26,0  |       |
| 9    | Bertil Albertsson    | Szwecja         | 14:27,8  |       |
| 10   | Aleksandr Anufrijew  | ZSRR            | 14:31,4  |       |
| 11   | Alan Parker          | Wielka Brytania | 14:37,0  |       |
| 12   | Ilmari Taipale       | Finlandia       | 14:40,0  |       |
| 13   | Eero Tuomaala        | Finlandia       | 14:54,2  |       |
| 14   | Lucien Theys         | Belgia          | 14:59,0  |       |
| –    | Gaston Reiff         | Belgia          | DNF      |       |